# Аль-Араби, Шамс-ад-Дин
Шамс ад-Дин аль-Араби (араб. شمس الدين عرابي‎) — ливийский политический деятель, дипломат и государственный деятель. Министр иностранных дел Королевства Ливия с 4 января 1968 года по 9 июня 1969 года. Предпоследний глава ливийского МИДа до прихода Муаммара Каддафи к власти. Его преемником стал Али Хассанан.
Умер в Лондоне 5 мая 2009 года.